# Henrique do Congo (bispo)
Henrique (Nascido Henrique Kinu a Mvemba; 1495 – 1531) foi um príncipe do Congo e filho de Afonso I. Ele se converteu em padre pouco depois da cristianização do Reino do Congo e dedicou sua vida ao catequese dos congoleses, sendo nomeado em 1518 Bispo titular de Útica, na Tunísia. Ele foi o primeiro bispo negro da história.

## Biografia
Segundo a obra de Filippo Pigafetta, O Reino do Congo e as Regiões Circundantes (1591); escrita a partir das anotações de Duarte Lopez, Henrique teria nascido em Sundi em 1495, sendo filho de Afonso Anzinga Anvemba que foi aclamado Rei do Congo em 1506. Pouco tempo depois Henrique foi enviado para Portugal para estudar, sendo patrocinado pelo próprio rei D. Manuel I. 
Em 5 de maio de 1518, com 24 anos, o príncipe é elevado pelo papa Leão X como Bispo de Utica, na atual Tunísia. Sendo assim, Henrique do Congo foi o primeiro bispo negro da história. Entretanto ele nunca recebeu o bispado já que era apenas titular, visto que a região da atual Tunísia estava nessa época dominada por muçulmanos.
Em 1521 retorna ao Congo e recebe o cargo de governador de Mpangu, uma província do Reino. Continuaria a servir na cristianização até à sua morte em 1531.